# Йонас Балакаускас
Йонас Балакаускас (нар. 19 жовтня 1937) — литовський композитор, що працює у напрямку класичної музики, музичний педагог і дипломат; лавреат Національної премії Литви з культури та мистецтва (1996).

## Біографія
1957 року закінчив навчання у Вільнюському музичному училищі імені Ю. Таллат-Кялпші на факультеті хорового диригування . Закінчив Вільнюський педагогічний університет у 1961 році. Після служби в армії з 1964 року вивчав композицію під керівництвом Лятошинського та Скорика у Київській консерваторії до 1969 року. В 1968—1972 роках був редактором видавництва «Музична Україна» у Києві.
У 1992—1994 роках знаходився на дипломатичній службі, був послом Литви у Франції, Іспанії та Португалії . У 1996 році удостоєний Національної премії Литви, що вручається за досягнення у мистецтві. Нині очолює кафедру композиції Литовської академії музики та театру. Його творча спадщина включає концерти, симфонії, камерно-інструментальну музику.

## Нагороди та звання
- Національна премія в галузі культури і мистецтва (1996)
- Командорський хрест Ордена Великого князя Литовського Гядиминаса (1999) [6]